# NSG Kisselwörth und Sändchen
NSG Kisselwörth und Sändchen este o arie protejată (arie specială de conservare — SAC, sit de importanță comunitară — SCI, arie de protecție specială avifaunistică — SPA) din Germania întinsă pe o suprafață de 73 ha, integral pe uscat.

## Localizare
Centrul sitului NSG Kisselwörth und Sändchen este situat la coordonatele 49°54′56″N 8°21′01″E / 49.9156°N 8.3503°E.

## Înființare
Situl NSG Kisselwörth und Sändchen a fost declarat arie de protecție specială avifaunistică în septembrie 1983 pentru a proteja 22 de specii de animale. Alte tipuri de protecție:
- sit de importanță comunitară (în august 1998)
- arie specială de conservare (în octombrie 2005)[1][3][4]

## Biodiversitate
Situată în ecoregiunea continentală, aria protejată conține 4 habitate naturale: Râuri cu maluri nămoloase cu vegetație de Chenopodion rubri p.p. și Bidention p.p., Liziere de ierburi înalte hidrofile de câmpie și de nivel montan până la alpin, Păduri aluvionare cu Alnus glutinosa și Fraxinus excelsior (Alno-Padion, Alnion incanae, Salicion albae), Păduri mixte riverane de Quercus robur, Ulmus laevis și Ulmus minor, Fraxinus excelsior sau Fraxinus angustifolia, de-a lungul marilor râuri (Ulmenion minoris).
La baza desemnării sitului se află mai multe specii protejate de  păsări (22): fluierar de munte (Actitis hypoleucos), pescăruș albastru (Alcedo atthis), rață mică (Anas crecca crecca), rață cârâitoare (Anas querquedula), Ardea cinerea cinerea, Charadrius dubius curonicus, ciocănitoarea de stejar (Dendrocopos medius), ciocănitoare neagră (Dryocopus martius), becațină comună (Gallinago gallinago), frunzăriță galbenă (Hippolais icterina), sfrâncioc roșiatic (Lanius collurio), Luscinia svecica cyanecula, Mergus merganser merganser, gaia neagră (Milvus migrans), gaia roșie (Milvus milvus), grangur (Oriolus oriolus), viespar (Pernis apivorus), cormoran mare (Phalacrocorax carbo carbo), ciocănitoare verzuie (Picus canus), Podiceps cristatus cristatus, corcodel mic (Tachybaptus ruficollis), nagâț (Vanellus vanellus).
Pe lângă speciile protejate, pe teritoriul sitului au mai fost identificate 7 specii de plante, 1 specie de amfibieni, 2 specii de mamifere.